# Augustin (priimek)
Augustin je priimek več oseb:
- Karl Ernst Augustin von Zaluze, avstro-ogrski general
- Ferdinand Vincenz von Augustin, avstro-ogrski general
- August von Augustin, avstro-ogrski general
- Vincenz von Augustin, avstro-ogrski general